# 秦皇岛奥林匹克体育中心
秦皇島奧林匹克体育中心（英語：Qinhuangdao Olympic Sports Center）位於河北省秦皇岛市河北大街，占地556.78亩，包括体育场、体育馆、体校、体育宾馆、超市等多功能的配套设施。体育场是2008年北京奧運男女子足球专项的比賽場地，曾在2018年以前作为河北华夏幸福的主场。

## 歷史
秦皇島奧林匹克體育場是為北京奧運而新建的體育場，工程於2002年5月正式展開，而工程於2004年6月竣工，是所有新建比賽場館最早完工的。

## 外形及內部
秦皇島奧林匹克體育場面積48000平方米，內設3.3萬觀眾席，當中有2‰的傷殘人士坐席，另外還包括半徑36.5米的400米環形跑道標準田徑場以及104米×68米的天然草皮足球場。